# Катічева Марія Іванівна
Марі́я Іва́нівна Ка́тічева (нар. 4 грудня 1965 року, с. Байківка, Калинівського району, Вінницької області) — українська поетеса. Лауреатка Всеукраїнської премії ім. С. В. Руданського (2019)                

## Освіта та життєпис
Здобула початкову освіту в Байківській школі, восьмирічну- в Грушковецькій школі, середню- в Пиківській школі. Навчання продовжила у Вінницькому училищі побутового управління, Вінницькому політехнічному технікумі, Тульчинському училищі культури. З 2003 року працює в Комунальному закладі «Публічна бібліотека» Калинівської міської ради на посаді бібліографа- краєзнавця.

## Творча діяльність
У 1983 році, під час навчання в Пиківській середній школі, вперше  надрукувала вірш «Весна» в районній газеті «Прапор перемоги».
Авторка збірок поезій «Маків цвіт» (2003), «Танго Попелюшки» (2006), «Життя присвячую любові» (2008), «Дощ в обіймах жовтого листя» (2012), «На гостинах у краси земної» (2015), «Тобі присвячую, земляче» (2019), «Так терпко пахнуть хризантеми» (2021),  «На гостинах у краси земної» (2015),  «Мелодія долі» (2023)
У співавторстві з іншими поетами краю- «Презентація посмішки» (2002), «Подільська пектораль»(2002), «Зорею слова заясніти»(2004), «Калинівщина літературна»(2005), «Сторожові вогні над Божою рікою»(2007), «Калинове намисто»(2007), «Ми в дорогу вийшли на світанні» (2009), «Стусове коло»       (2010), «Калинове намисто» (2012), «Великим, величним і вічним» (2014), «Час творчості і сподівань» (2016).
Є автором передмов до книг «Час і досі не загоїв рану, цей одвічний біль Афганістану», «Квітуй, зростай, Калинівський край», «Лунає сміх над рідним краєм».
Як авторка віршів увійшла до книг із серії "З історії сіл і міст": " З історії села Пиків" та "З історії села Грушковець ( Голяки), що на Калинівщині".
Створила не один Гімн про села: Байківку, Бережани, Глинськ, Грушківці, Корделівку, Лісову Лисіївку, Мирне, Мізяків, Сальник.
Також є укладачем ряду довідників: "Землі Калинівської син"- 2014 рік (До 180-ї річниці Степана Руданського), "Мистецька палітра калинового краю"- 2011 рік, "Я бачила диво"(Легенди та перекази рідного краю)- 2021 рік, "Віщі сни"- 2021 рік.
Співпрацює з місцевими композиторами Володимиром Гуменчуком, Антоніною Петрушкевич, Володимиром Борецьким, Іваном Марценкевичем, Світланою Крикун, Юлією Мельник.

## Літературні премії
Всеукраїнська літературно- мистецька премія імені Степана Руданського (2019)